# Rosa May Billinghurst

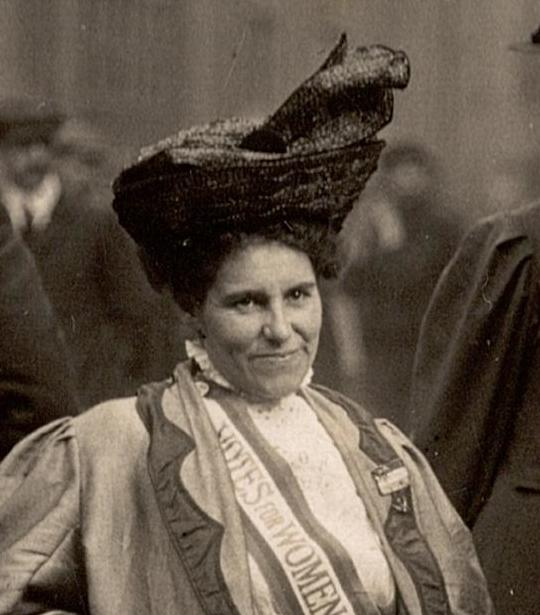
Rosa May Billinghurst

Rosa May Billinghurst (geboren 31. Mai 1875 in London; gestorben 29. Juli 1953 ebenda) war eine britische Suffragette. Der britischen Öffentlichkeit des frühen 20. Jahrhunderts fiel sie vor allem durch ihr Auftreten bei Demonstrationen in einem Dreirad auf, auf welches sie aufgrund einer Behinderung zur Fortbewegung angewiesen war.

## Leben

### Frühe Jahre
Billinghurst wurde im Londoner Stadtteil Lewisham geboren, wo sie auch aufwuchs. Ihre Eltern waren der Bankier Henry Farncombe Billinghurst und dessen Frau Rosa Ann (geb. Brinsmead). Da es dem Großvater gelungen war, als Klavierbauer ein beträchtliches Vermögen anzuhäufen, wuchs Billinghurst, ebenso wie ihre acht Geschwister, in wohlhabenden Verhältnissen auf.
Billinghurst, die als gesundes Kind zur Welt gekommen war, erkrankte im Alter von fünf Monaten schwer (mutmaßlich an Polio) und war in der direkten Folgezeit vollständig paralysiert. Später gelang es ihr, ihre Mobilität im Oberkörper zurückzugewinnen, ihre Beine blieben jedoch weitestgehend gelähmt, sodass sie zeitlebens nicht selbstständig gehen konnte und auf Orthesen und Krücken angewiesen war. Zum Zwecke der Fortbewegung über längere Strecken nutzte sie meist ein spezielles Dreirad.
Billinghursts Familie beschäftigte während ihrer Kindheit eine Gouvernante, durch welche sie eine gute allgemeine Bildung erhielt. Ihre körperliche Beeinträchtigung erlaubte es ihr jedoch nicht, eine Universität zu besuchen. Als Freiwillige half sie ihrer Schwester Alice bei der Arbeit für wohltätige Zwecke. So unterstützte sie Bewohner von Armenhäusern, Prostituierte und besonders Kinder in den Londoner Stadtteilen Greenwich und Deptford. Zudem unterrichtete sie in der Sonntagsschule und engagierte sich beim Band of Hope, einer Organisation gegen den Missbrauch von Alkohol und Drogen.

### Politische Aktivität

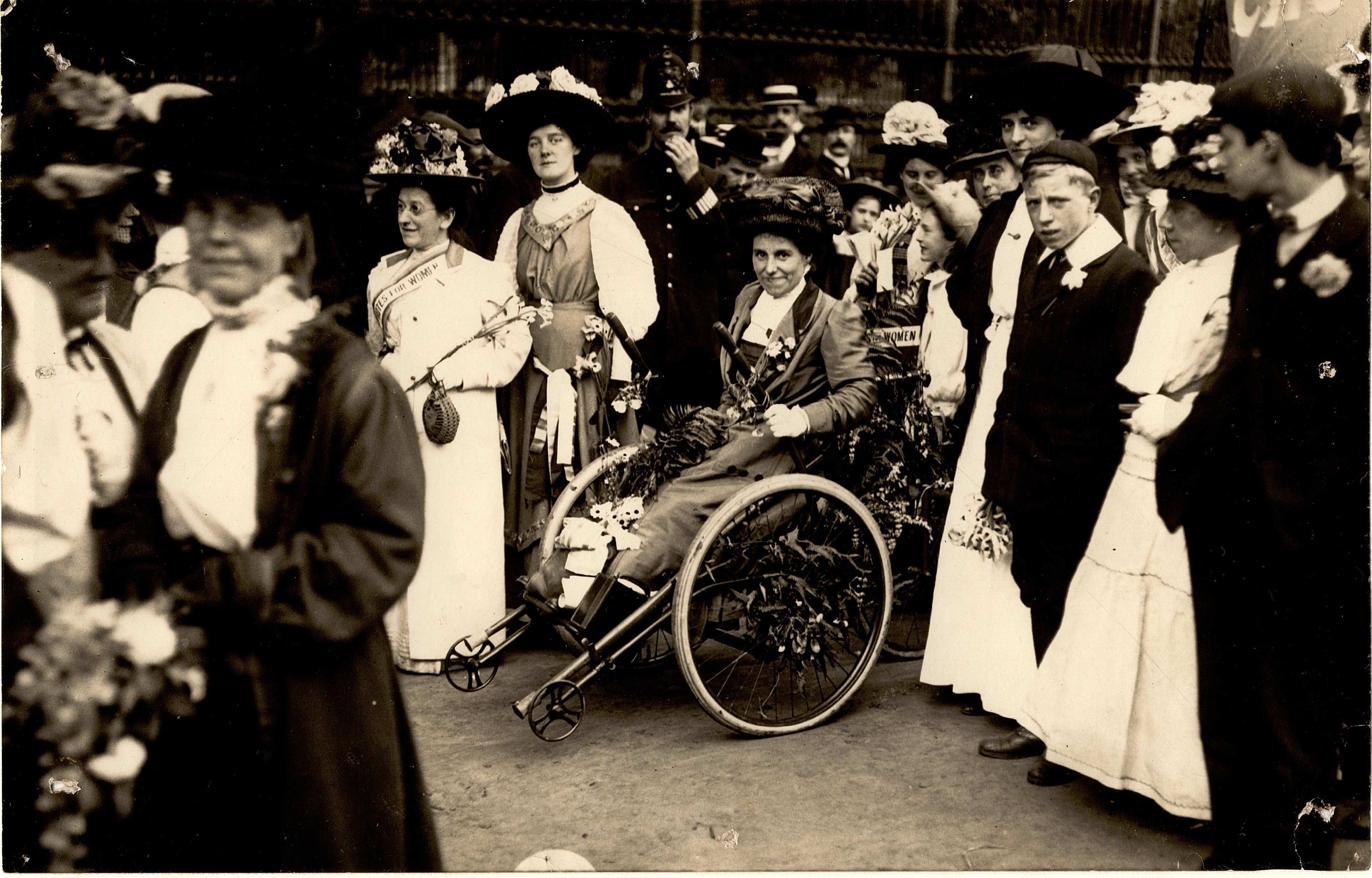
Rosa May Billinghurst und Mitstreiterinnen in der Öffentlichkeit beim Kampf um das Frauenwahlrecht

Die ungerechten Bedingungen, die Billinghurst im Zuge ihrer wohltätigen Aktivitäten kennengelernt hatte und von denen Frauen in besonderer Weise betroffen waren, bewogen sie, sich politisch zu engagieren.
Zunächst trat sie der Women’s Liberal Association bei, doch 1907 wechselte sie in die Women’s Social and Political Union (WSPU). Als Grund hierfür gab sie den fehlenden Einsatz der Liberal Party für das Frauenwahlrecht sowie die Vorbildrolle Christabel Pankhursts an. In der Anfangszeit besuchte sie mehrere Treffen der WSPU, wo sie unter anderem Reden von Millicent Fawcett, Charlotte Despard und Emmeline Pankhurst hörte. Bei ihren politischen Aktivitäten konnte Billinghurst auf die Unterstützung durch ihre Familie bauen, welche die Suffragettenbewegung durch zahlreiche Spenden sowie die Zahlung von Kautionen förderte.
Bald schon trat Billinghurst auch bei landesweiten Protestaktionen aktiv in Erscheinung, so etwa 1908 im Vorfeld der Nachwahlen zum House of Commons im Wahlbezirk Manchester North West, bei denen die WSPU die Wahl des noch jungen Winston Churchill verhindern wollte. Tatsächlich unterlag dieser bei der Wahl überraschend dem Kandidaten der Conservative Party, William Joynson-Hicks. Im Oktober 1908 nahm Billinghurst an einer großen Demonstration vor dem britischen Unterhaus teil.
Zu derartigen Demonstrationen erschien Billinghurst stets in ihrem Dreirad, welches mit Bändern und Fahnen der Frauenwahlrechtsbewegung geschmückt war. Oft verbarg sie auch Steine oder Farbbeutel unter Decken in ihrem Schoß.
Billinghurst nutzte bewusst die Aufmerksamkeit, die sie durch ihre Behinderung erzielen konnte. Insbesondere der oft raue Umgang von Polizisten mit der vermeintlich wehrlosen Suffragette fanden wiederholt ein größeres Medienecho. Die britischen Zeitungen verpassten ihr den Spitznamen the Cripple Suffragette.
Im Juni 1910 zählte sie zu den Mitbegründerinnen des Greenwicher Verbandes der WSPU und übernahm in diesem daraufhin das Amt einer Ehrensekretärin.

#### Verhaftungen
Am 18. November 1910 organisierte die WSPU eine große Demonstration in London, in deren Folge durch das harte Durchgreifen der Polizei drei Suffragetten ums Leben kamen. Bei dem Ereignis, das als Black Friday in die Geschichte einging, wurden 159 Frauen in Gewahrsam genommen, unter ihnen auch Billinghurst. Bereits vier Tage später wurde sie abermals festgenommen, als sie bei einer anderen Demonstration versuchte mit ihrem Dreirad eine Polizeisperre zu durchbrechen. Nachdem sie im November 1911 erneut ihr Dreirad als Waffe gegen Polizisten eingesetzt hatte, wurde sie zu fünf Tagen Gefängnis verurteilt, konnte der Strafe aber wohl durch eine Zahlung in Höhe von fünf Schilling entgehen.
Im März 1912 wurde Billinghurst ein weiteres Mal festgenommen, als sie gemeinsam mit Janie Allan und anderen Aktivistinnen Schaufenster mit Steinen zerwarf. Infolgedessen wurde sie zu einem Monat Zwangsarbeit verurteilt. Sie saß diese Zeit im Holloway Prison ab, die Vollstreckung der Zwangsarbeit wurde jedoch aufgrund ihres Gesundheitszustandes ausgesetzt. Bereits im Dezember desselben Jahres wurde Billinghurst erneut in Gewahrsam genommen, diesmal hatte sie Farbbeutel in Postbriefkästen geleert. Das Urteil lautete diesmal auf acht Monate Freiheitsentzug.
Als Reaktion auf ihre erneute Verurteilung startete Billinghurst einen Hungerstreik, der das Gefängnispersonal zu Zwangsernährungsmaßnahmen veranlasste. Diese wurden mit erheblicher Gewaltanwendung durchgeführt, was unter anderem dazu führte, dass einige ihrer Zähne beschädigt wurden. Die Tatsache, dass es insgesamt acht Männer benötigte, Billinghurst durch einen Schlauch Nahrung zuzuführen, führte zu einem öffentlichen Aufschrei. Die Parlamentsabgeordneten George Lansbury und Keir Hardie protestierten im Parlament und nachdem der Gefängnisarzt Sorgen um ihre Gesundheit äußerte, wurde Billinghurst nach bereits zehn Tagen wieder freigelassen.
Nach einer kurzen Erholungspause startete Billinghurst weitere Kampagnen für das Frauenwahlrecht und gegen die erzwungene Ernährung von Gefangenen. Wegen der erhofften Öffentlichkeitswirkung versuchte sie erneute Festnahmen zu provozieren und kettete sich zu diesem Zwecke etwa an das Geländer vor dem Buckingham Palace. Es kam jedoch zu keiner weiteren Verurteilung, ehe die WSPU ihre militanten Aktivitäten im Zuge des Ersten Weltkrieges einstellte.

### Nach dem Ersten Weltkrieg
Nach dem Krieg trat Billinghurst nur noch vereinzelt in Erscheinung. 1918 unterstützte sie die Parlamentskandidatur Christabel Pankhursts für die Women’s Party. 1922 zog sie zu ihrem Bruder in die Nähe des Regent’s Park. Sie lernte Auto zu fahren und wurde aktives Mitglied der Pfadfinderorganisation Kibbo Kift.
In der Öffentlichkeit zeigte sie sich noch einmal anlässlich der Beerdigung Emmeline Pankhursts 1928 sowie bei der Einweihung einer Statue Pankhursts hinter dem House of Commons 1930. Sie blieb zeit ihres Lebens Mitglied der Suffrage Fellowship und der Women’s Freedom League.
Billinghurst starb im Juli 1953 an Herzversagen infolge einer Lungenentzündung. Sie überließ ihren Körper nach ihrem Tod der London School of Medicine for Women.